# Wadköping
Wadköping is een openluchtmuseum in de Zweedse stad Örebro. Er wordt architecturaal erfgoed uit de stad bewaard, waarvan het oudste uit de 15e of 16e eeuw dateert. Het museum opende in 1965 ter ere van het 700-jarig bestaan van Örebro. Het museum werd vernoemd naar de fictieve, op Örebro gebaseerde stad Wadköping uit het werk van schrijver Hjalmar Bergman. Het ligt ten oosten van het stadscentrum, grenzend aan Stadsparken en de Svartån (Örebrokanaal). Wadköping trekt 343.000 bezoekers per jaar en is daarmee een van de belangrijkste bezienswaardigheden van Örebro.